# Praha-Zličín (nádraží)
Praha-Zličín je železniční stanice na kraji čtvrtí Zličín a Řepy. Leží na trati Praha-Smíchov – Hostivice nazývané též Pražský Semmering. Přímo naproti nádraží se nachází trojkolejná tramvajová smyčka Sídliště Řepy.

## Historie
Stanice funguje od roku 1872. Její první název byl podle nejbližší obce Řepy, přestože ležela v katastru vedlejšího Zličína. Proto bylo v roce 1924 jméno změněno na Řepy-Zličín, avšak od roku 1937 se vrátilo stanici první jméno. V roce 1951 se nádraží přejmenovalo na Zličín podle katastru a v roce 1976, dva roky po připojení Zličína k hlavnímu městu, na Praha-Zličín. V roce 2010 požádala městská část Praha 17 o přejmenování stanice na název Praha-Řepy. Od 12. prosince 2010 tak stanice používala tento nový název, ale už  11. prosince 2011 byl navrácen předchozí název Praha-Zličín.

Od srpna 2017 probíhala na trati v úseku Praha-Smíchov – Hostivice rekonstrukce zabezpečovacího zařízení spolu s obnovou stanice Praha-Zličín.

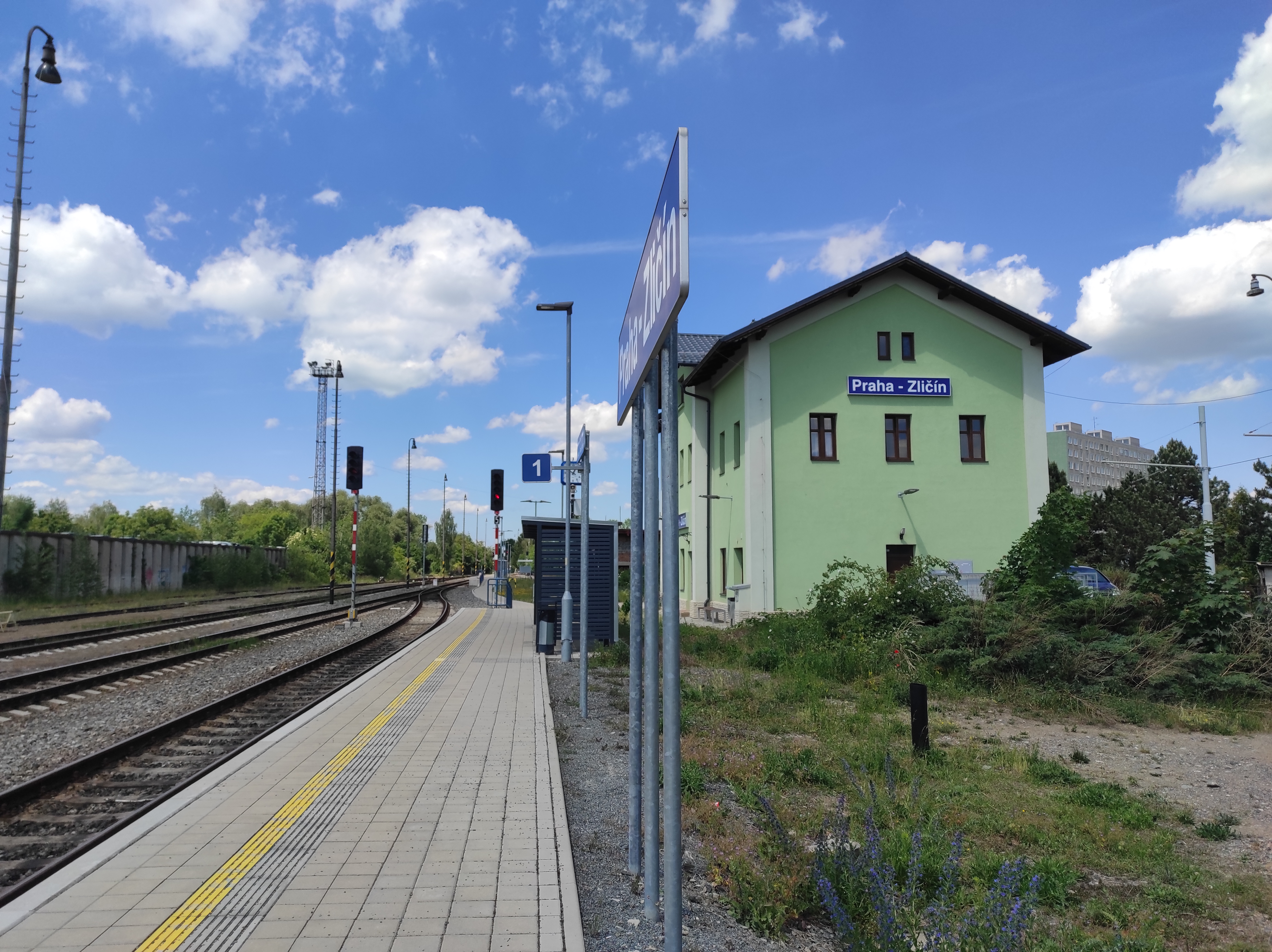
Nádraží po rekonstrukci
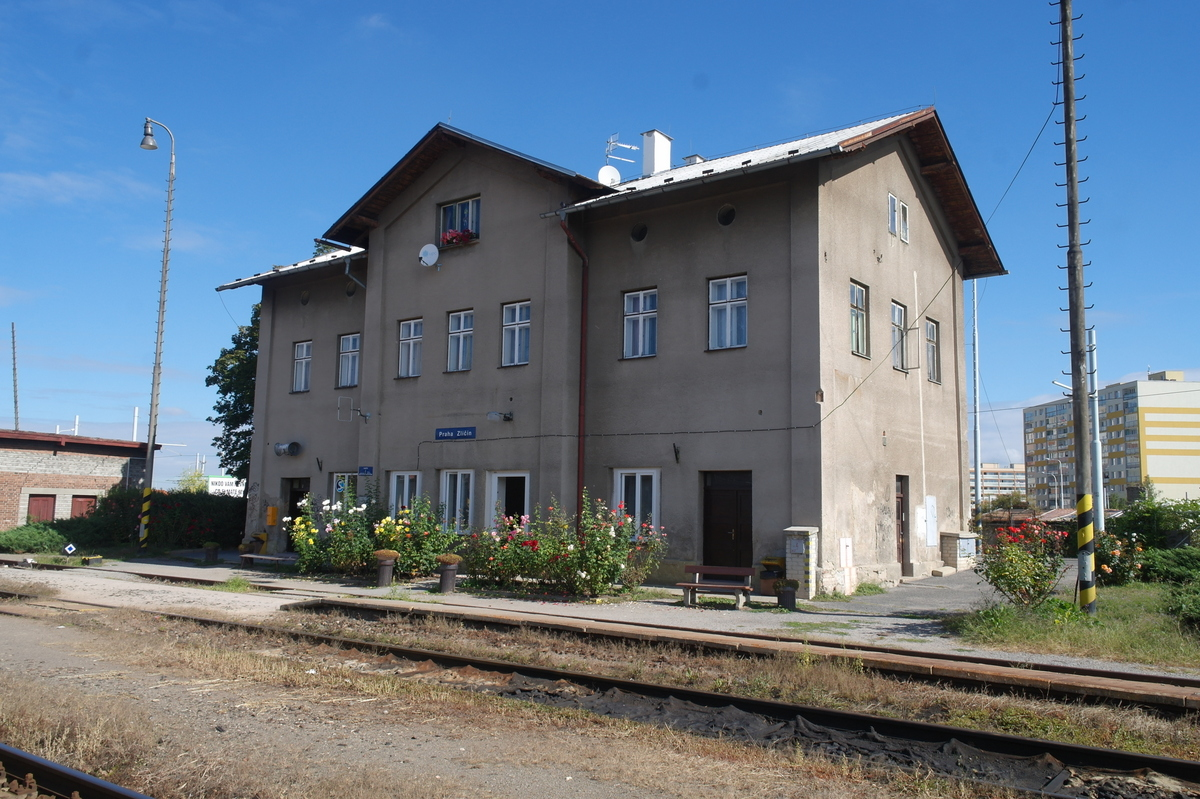
Nádraží před rekonstrukcí